# Liolaemus isabelae
Liolaemus isabelae este o specie de șopârle din genul Liolaemus, familia Tropiduridae, descrisă de Navarro 1993. Conform Catalogue of Life specia Liolaemus isabelae nu are subspecii cunoscute.